# Латышев, Илья Иванович
Илья Иванович Латышев — советский самбист, чемпион и призёр чемпионатов СССР, мастер спорта СССР. Заслуженный тренер РСФСР (1966), судья всесоюзной категории (1959), главный судья чемпионата СССР по самбо 1965 года. Отличник физической культуры (1956). Авиаконструктор.

## Спортивные результаты
- Чемпионат СССР по самбо 1940 года — ;
- Чемпионат СССР по самбо 1947 года — ;
- Чемпионат СССР по самбо 1948 года — ;
- Чемпионат СССР по самбо 1949 года — ;
- Чемпионат СССР по самбо 1950 года — ;
- Чемпионат СССР по самбо 1951 года — ;
- Чемпионат СССР по самбо 1954 года — ;

## Семья
Брат Латышев, Анатолий Иванович (1926—1982) — советский самбист, чемпион и призёр чемпионатов СССР, мастер спорта СССР, участник Великой Отечественной войны.

## Память
Именем Ильи Латышева назван клуб самбо в Москве.